# Piñón (escultura)

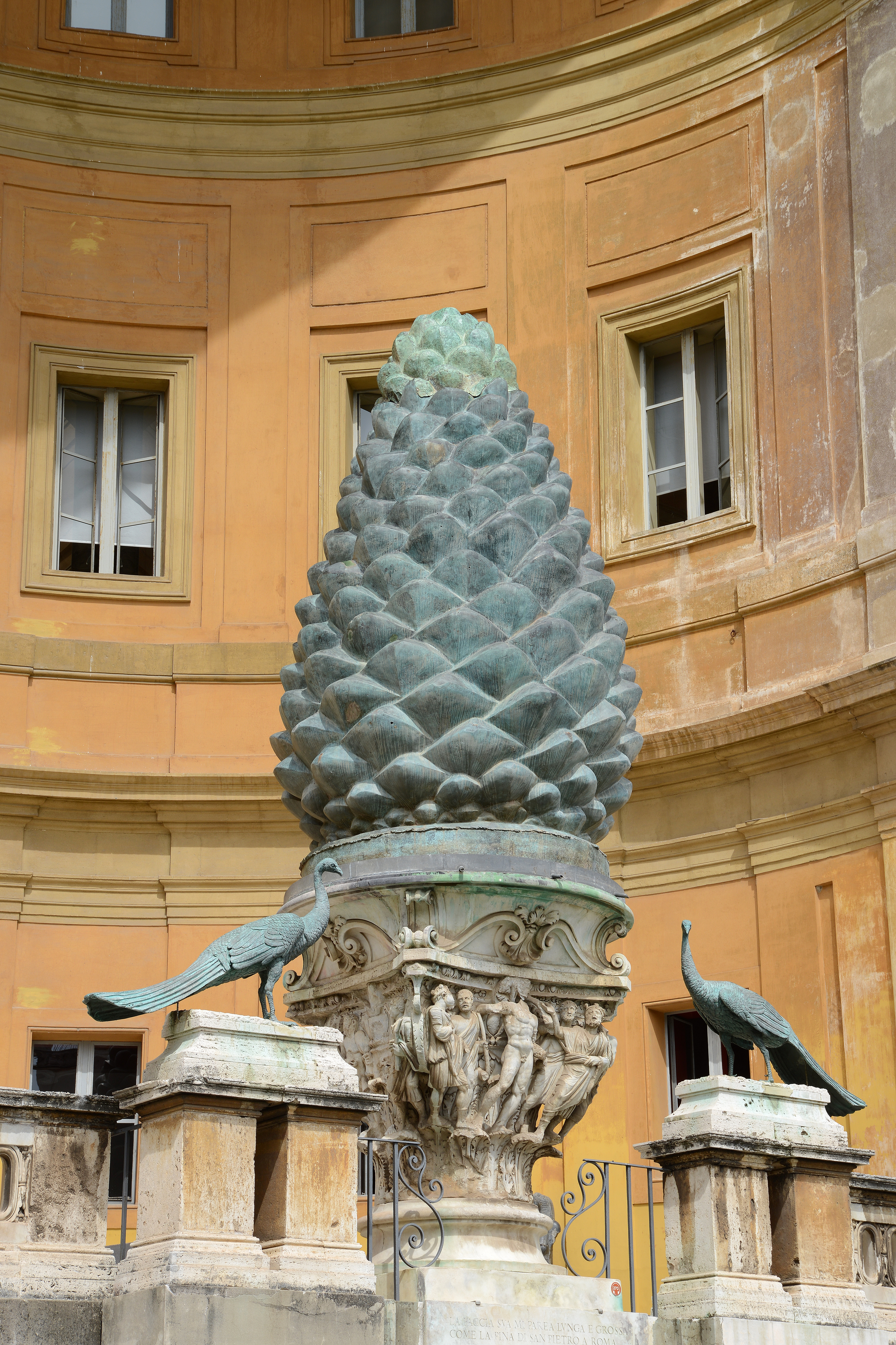
Estatua del Piñón en Roma, junto a los dos pavos reales, que hoy en día son copias.

El Cono de Pino (Pigna) del Vaticano, también conocido como el Piñón, es una escultura romana de bronce del siglo I que está colocada en uno de los patios del Vaticano, el Patio del Cono del Pino (Cortile Della Pigna).

## Historia
Esta gran estatua fue encontrada en el Medioevo cerca de las Termas de Agripa y lleva la firma de Publio Cincio Savio, en siglo II d. C. Probablemente decoraba originalmente el cercano templo de Isis, donde debía de ser parte de una fuente de donde brotaba agua en su punta. De ahí proviene el nombre del barrio romano Pigna, aún en uso. En el año 1608 es trasladada a su actual ubicación.